# Джерело Трактова криниця
Джерело́ Тра́ктова крини́ця — гідрологічна пам'ятка природи місцевого значення в Україні. Розташована в межах Головненської селищної територіальної громади Ковельського району Волинської області, неподалік від північної частини села Нудиже (за 400 м на північ від школи та 270 м на захід від автодороги Любомль — Любешів). 
Площа 0,03 га. Статус надано 1977 року за рішенням Волинського облвиконкому від 26.09.1977 № 468-р. Перебуває у віданні Головненської селищної ради. 
Статус надано з метою збереження каскаду джерел-наповнювачів річки Тенетиски (притока Прип'яті) в урочищі Став.

## Галерея

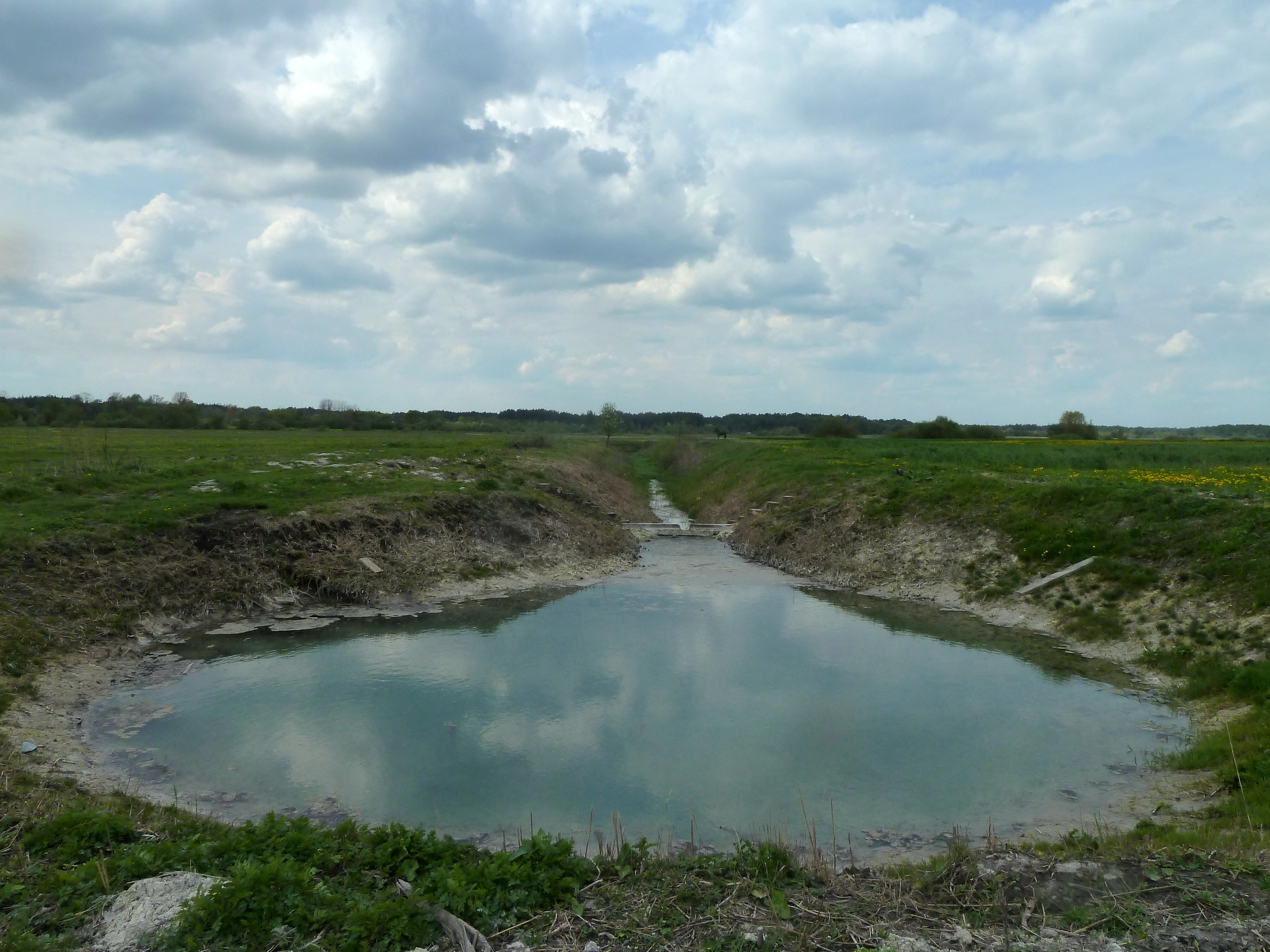
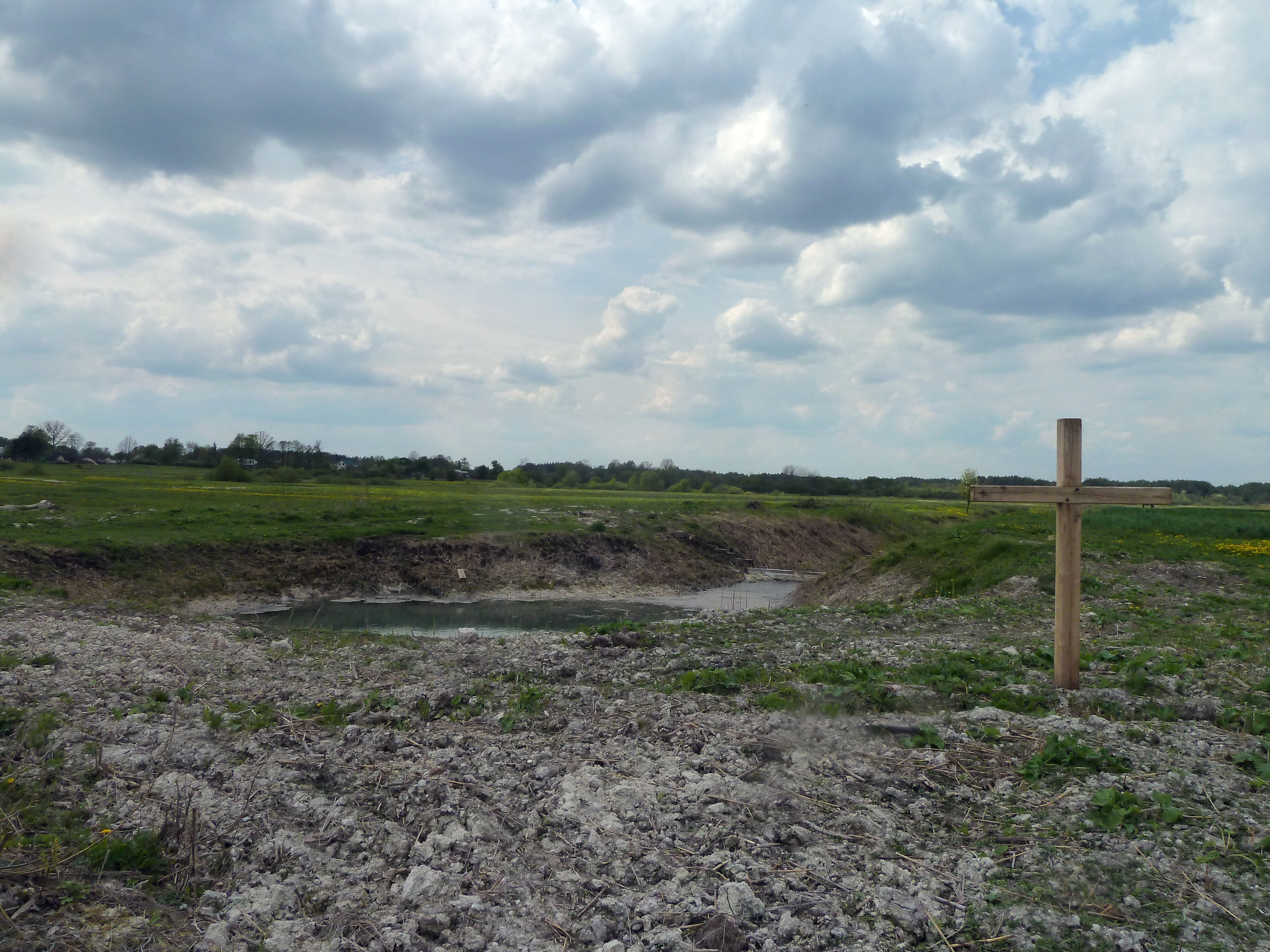
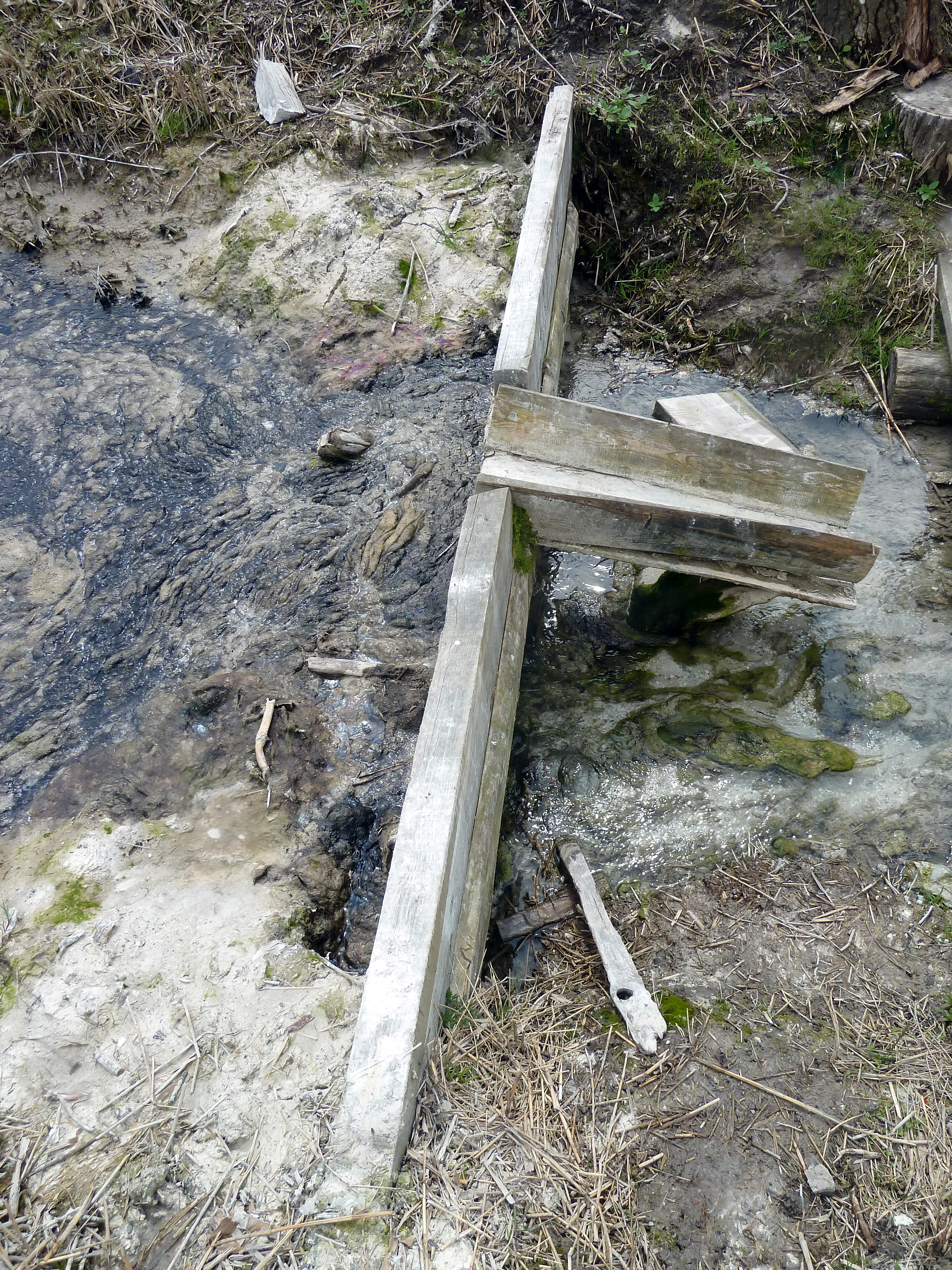